# Русская Долина
Русская Долина (укр. Руська Долина) — село в Вилокской поселковой общине Береговского района Закарпатской области Украины.
Население по переписи 2001 года составляло 442 человека. Почтовый индекс — 90326. Телефонный код — 03143. Занимает площадь 7,51 км². Код КОАТУУ — 2121282505.